# Ralph Richardson

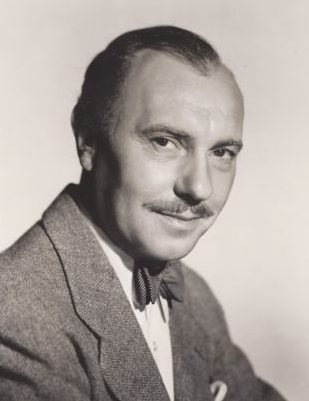
Ralph Richardson, 1949

Sir Ralph David Richardson (* 19. Dezember 1902 in Cheltenham, England; † 10. Oktober 1983 in London) war ein britischer Theater- und Filmschauspieler. Neben Laurence Olivier und John Gielgud zählte er zu den führenden britischen Charakterdarstellern seiner Generation und war insbesondere mit Shakespeare-Stücken erfolgreich. Außerdem spielte Richardson in insgesamt über 60 Kinofilmen.

## Leben und Karriere
Ralph Richardson wurde als Sohn eines Malers geboren und absolvierte seine Schulausbildung in Brighton. Er hatte noch gar nicht über eine Laufbahn als Theaterschauspieler nachgedacht, als ihn eine Aufführung von Hamlet so faszinierte, dass er sich 1921 beim Theater in Brighton als Laiendarsteller verpflichten ließ. Nachdem er dort erste Aufmerksamkeit erreichen konnte, stand er 1925 erstmals in London in Oedipus at Colonus auf der Bühne. Er trat während dieser Zeit mit reisenden Schauspielgruppen, die von Dorf zu Dorf zogen, sowie später mit dem Birmingham Repertory Theatre auf. Ab 1931 arbeitete er am Old Vic im London. Bekanntheit und Ansehen erlangte Richardson durch seine Shakespeare-Rollen, die ihn auch an Broadway-Theater in die Vereinigten Staaten führten. Zu seinen berühmtesten Rollen zählten Peer Gynt und Falstaff. Bereits in den 1930er-Jahren führte er das Old Vic Theatre für einige Jahre als Leiter in der Nachfolge von John Gielgud. Nach dem Zweiten Weltkrieg leitete er gemeinsam mit Laurence Olivier das Old Vic Theatre. Trotz großer Erfolge zerstritten sich Olivier und Richardson mit dem Vorstand des Theaters, was zu ihrer Entlassung im Jahre 1947 führte.
Ab 1933 war Richardson im Filmgeschäft tätig und entwickelte sich auch dort zu einem gefragten Charakterdarsteller. Während seiner fünf Jahrzehnte langen Kino-Karriere spielte Richardson in zahlreichen Filmklassikern profilierte Nebenrollen und deckte dabei ein weites darstellerisches Spektrum ab. Er spielte den autoritären Boss in der Science-Fiction-Literaturverfilmung Was kommen wird (1936) nach den Werken von H. G. Wells. 1939 trat er in dem Propagandafilm The Lion Has Wings auf. Bis 1944 war er danach im Armeedienst und wurde gelegentlich für Filmaufnahmen freigestellt. Seine Filmarbeit nach dem Krieg entstand neben seiner hauptsächlichen Arbeit am Theater. Er wurde zweimal für den Oscar als bester Nebendarsteller nominiert: 1950 für seine Darstellung des distanzierten Vaters von Olivia de Havilland im Filmdrama Die Erbin sowie posthum 1985 für den trauernden Earl of Greystoke in Greystoke – Die Legende von Tarzan, Herr der Affen (1984). Er wurde für seine Rolle in Eines langen Tages Reise in die Nacht von Sidney Lumet bei den Filmfestspielen von Cannes 1962 als bester Schauspieler ausgezeichnet. 1966 spielte Richardson den britischen Premierminister William Ewart Gladstone in Khartoum. Dafür erhielt er eine Nominierung für den British Film Academy Award als bester britischer Darsteller. 1951 führte Richardson das einzige Mal Filmregie bei Home at Seven, der Verfilmung eines Theaterstückes, in dem Richardson bereits zuvor gespielt hatte.

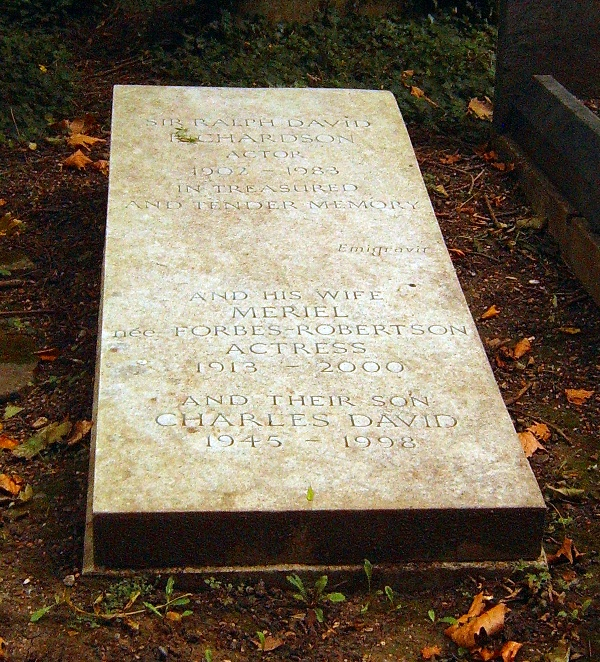
Richardsons Grab auf dem Highgate Cemetery in London

Auch im fortgeschrittenen Alter blieb Richardson ein vielbeschäftigter Schauspieler, der zwischen Film-Nebenrollen und Theaterauftritten am West End sowie am Broadway pendelte. Er blieb bis zu seinem plötzlichen Tod 1983 im Alter von 80 Jahren aktiv. Ähnlich wie sein Schauspielstil, der als magisch und besonders beschrieben wurde, war Richardson auch im Privatleben ein unkonventioneller Mensch. Neben vielen anderen Dingen machte er etwa mit seinen Mäusen Spaziergang und fuhr noch mit über 70 Jahren mit Vollgas Motorrad.

## Ehen und Nachfahren
Ralph Richardson heiratete im August 1924 Muriel Hewitt; die Ehe hielt bis zu ihrem Tod am 5. Oktober 1942. In zweiter Ehe ehelichte er 1944 die Schauspielerin Meriel Forbes (* 1913; † 7. April 2000), mit der er einen Sohn namens Charles (1945–1998) hatte. Ralph Richardson wurde im Jahr 1947 zum Knight Bachelor geschlagen und führte fortan den Titel „Sir“.

## Sonstiges
Richardson hatte keinen festen deutschen Synchronsprecher, wurde jedoch am häufigsten (sechsmal) von Robert Klupp und dreimal von Werner Hinz gesprochen.

## Filmografie (Auswahl)
- 1933: The Ghoul
- 1933: Friday the Thirteenth
- 1934: The Return of Bulldog Drummond
- 1934: Java Head
- 1934: The King of Paris
- 1935: Bulldog Jack
- 1936: Der Mann, der die Welt verändern wollte (The Man Who Could Work Miracles)
- 1936: Thunder in the City
- 1936: Was kommen wird (Things to Come)
- 1938: Die Zitadelle (The Citadel)
- 1938: Besuch zur Nacht (Divorce of Lady X)
- 1939: Vier Federn (The Four Feathers)
- 1939: Testflug QE 97 (Q Planes)
- 1939: Verstrickung (On the Night of the Fire)
- 1939: The Lion Has Wings
- 1942: The Day Will Dawn
- 1943: The Silver Fleet
- 1946: School for Secrets
- 1948: Anna Karenina
- 1948: Kleines Herz in Not (The Fallen Idol)
- 1949: Die Erbin (The Heiress)
- 1951: Der Verdammte der Inseln (Outcast of the Islands)
- 1952: An einem Montag wie jeder andere (Home at Seven) – auch Regie
- 1952: Der unbekannte Feind (The Sound Barrier)
- 1955: Richard III.
- 1956: Der Mann aus der Fremde (The Passionate Stranger)
- 1959: Unser Mann in Havanna (Our Man in Havanna)
- 1960: Exodus
- 1960: Der Löwe von Sparta (The 300 Spartans)
- 1960: Oscar Wilde
- 1962: Eines langen Tages Reise durch die Nacht (Long Day’s Journey into Night)
- 1964: Die Strohpuppe (Woman of Straw)
- 1965: Doktor Schiwago (Doctor Zhivago)
- 1965: Khartoum
- 1966: Letzte Grüße von Onkel Joe (The Wrong Box)
- 1968: Danach (The Bed Sitting Room)
- 1968: Gestatten, das sind meine Kohlen! (Midas Run)
- 1969: Oh! What a Lovely War
- 1969: Krieg im Spiegel (The Looking Glass War)
- 1969: Luftschlacht um England (Battle of Britain)
- 1970: David Copperfield
- 1972: Ein gewisser General Bonaparte (Eagle in a Cage)
- 1972: Wer hat Tante Ruth angezündet? (Whoever Slew Auntie Roo?)
- 1972: Alice im Wunderland (Alice’s Adventures in Wonderland)
- 1972: Der Erfolgreiche (O Lucky Man! )
- 1972: Die große Liebe der Lady Caroline (Lady Caroline Lamb)
- 1972: Geschichten aus der Gruft (Tales from the Crypt)
- 1973: Ein Puppenheim (A Doll’s House)
- 1975: Rollerball
- 1977: Jesus von Nazareth (Jesus of Nazareth)
- 1977: Der Mann mit der eisernen Maske (The Man in the Iron Mask)
- 1981: Der Drachentöter (Dragonslayer)
- 1981: Time Bandits
- 1982: Zeugin der Anklage (Witness for the Prosecution) (Fernsehfilm)
- 1983: Wagner – Das Leben und Werk Richard Wagners (Fernsehserie, sechs Folgen)
- 1983: Einladung zur Hochzeit  (Invitation to the Wedding)
- 1984: Greystoke – Die Legende von Tarzan, Herr der Affen (Greystoke: The Legend of Tarzan, Lord of the Apes)
- 1984: Broad Street (Give My Regards to Broad Street)

## Film-Auszeichnungen
- 1949: National Board of Review Award als Bester Schauspieler für Die Erbin und The Fallen Idol
- 1949: New-York-Film-Critics-Circle-Award-Nominierung als Bester Schauspieler für Die Erbin
- 1950: Oscar-Nominierung als bester Nebendarsteller für Die Erbin
- 1952: National Board of Review Award als Bester Schauspieler für Der unbekannte Feind
- 1952: New York Film Critics Circle Award als Bester Schauspieler für Der unbekannte Feind
- 1952: British Academy Film Award als Bester Schauspieler für Der unbekannte Feind
- 1962: Auszeichnung der Filmfestspiele von Cannes als bester Schauspieler für Eines langen Tages Reise durch die Nacht
- 1984: New York Film Critics Circle Award als Bester Nebendarsteller für Greystoke – Die Legende von Tarzan, Herr der Affen
- 1985: Oscar-Nominierung als bester Nebendarsteller für Greystoke – Die Legende von Tarzan, Herr der Affen